# Monstress (fumetto)
Monstress è una serie fantasy a fumetti, scritta da Marjorie Liu e disegnata da Sana Takeda, pubblicata dal 2015 dall'editore statunitense Image Comics. In lingua italiana i volumi sono pubblicati da Arnoldo Mondadori Editore, per i tipi dell'etichetta Oscar Ink.

## Trama
La storia è ambientata in un continente immaginario che rimanda all'Asia degli inizi del XX secolo, diviso a metà da una grande muraglia e retto da società strutturate su base matriarcale, tanto che anche gli eserciti sono composti prevalentemente da donne. La protagonista è Maika Halfwolf, una ragazza arcanica che, nel corso della tremenda guerra tra la sua razza e gli umani, ha perduto, in circostanze oscure, la madre Moriko e l'avambraccio sinistro. Dal moncherino emergono occasionalmente i tentacoli occhiuti di mostro misterioso, il quale, benché la renda estremamente potente, al contempo le provoca una innaturale "fame", che, quando prende il sopravvento, induce la ragazza ad uccidere le creature che le stanno attorno. Alla ricerca di risposte su come confrontarsi con questo mostro, Maika finisce in una base dell'ordine monastico delle Cumaea, streghe che traggono il loro potere dalle ossa degli Arcanici. Ivi incontra la bambina arcanica Kippa, la quale, assieme al nekomancer Ren Mormorian, si unirà a lei nel pericoloso viaggio.

### Le razze che popolano il mondo diMonstress
Gli UmaniGli Umani popolano la parte occidentale del continente e sono politicamente governati dalla Federazione. Molto influente è l'ordine Cumaea, le cui monache, traendo i loro poteri da una sostanza ricavata dalle ossa degli Arcanici, sono le principali fautrici della tratta di schiavi arcanici e della guerra contro di loro.
Gli AntichiGli Antichi sono creature potenti e immortali, che hanno l'aspetto di animali antropomorfi. Risiedono nelle Corti dell'Alba e del Crepuscolo, nella parte ad oriente della muraglia, e sono nemici degli umani, ma disprezzano anche gli Arcanici, perché, dacché questi ultimi sono venuti al mondo, il loro potere ha cominciato inesorabilmente a ridursi.
Gli ArcaniciGli Arcanici, detti anche per spregio "Mezza-razza", sono discendenti di Antichi e Umani. Hanno aspetto umano, ma crescendo sviluppano tratti animaleschi, come corna, ali e code. Disprezzati dagli Antichi e odiati dagli Umani, popolano prevalentemente la parte orientale del continente. La loro capostipite, la Sciamana-Imperatrice, è considerata la maga più potente di sempre.
I GattiI Gatti, o Figli di Ubasti, sono nell'aspetto uguali ai comuni felini domestici, ma dotati di diverse code e capaci di parlare e usare la magia. Sono Gatti i poeti, che nella serie vengono continuamente citati, nonché i nekomancer, che praticano la divinazione e l'evocazione degli spiriti dei morti.
I Vecchi DeiI Vecchi Dei erano entità di forma e dimensioni titaniche, talmente potenti da minacciare la sopravvivenza stessa del mondo, finché non ne furono banditi al termine di una guerra contro gli Antichi. Di loro sono rimasti ancora degli immensi fantasmi, denominati "monstra", che, muti e ciechi, vagano per la terra e sono oggetto di venerazione da parte degli Arcanici.

## Temi
Secondo le parole della Liu, il tema principale di Monstress è la lotta interiore contro la disumanizzazione e il potere dell'amicizia, soprattutto tra donne. In più gioca un importante ruolo il razzismo, posto che, sullo sfondo delle vicende della protagonista, si situa un feroce conflitto, in cui gli Arcanici vengono sistematicamente rapiti, schiavizzati e mutilati, per nutrire la sete di potere delle streghe umane.

## Riconoscimenti
Nel 2017 Monstress, Vol. 1: Risveglio è stato insignito del British Fantasy Award come miglior fumetto e miglior graphic novel a tema fantasy , nonché del Premio Hugo . Nel 2018 l'Hugo Award è stato assegnato anche a Monstress, Vol. 2: Sangue, e a Sana Takeda come Best Professional Artist . Sempre nel 2018 la serie ha inoltre ricevuto due Eisner Award, di cui le autrici sono state a loro volta insignite (due a Takeda e uno a Liu) , dopo che nei due anni precedenti avevano conseguito diverse nomine.